# 星野和正
星野和正（ほしの かずまさ、1930年3月20日 - 1975年5月6日）は日本の子役、俳優。

## 略歴
1930年（昭和5年）3月20日、東京都出身。
戦前から児童劇団「東童」に所属し、子役として活躍する。東童では小泉忠などと共に「無類の名少年俳優」と評された。
1955年（昭和30年）には水品演劇研究所に入所し、その後、昭和40年頃に劇団民藝に所属した。
1975年5月6日、胃癌のため死去45歳没。

## 出演

### 映画
- 風の又三郎 （1940年） - 嘉助 役[3]
- 虎彦龍彦 （1943年）
- 水兵さん （1944年、松竹大船撮影所、原作：津村敏行） - 主演。海軍志願兵徴募用の宣伝映画[4]:391。
- 君こそ次の荒鷲だ （1944年、松竹大船撮影所） - 主演。航空兵徴募用の宣伝映画[4]:395。
- 陸軍 （1944年） - 伸太郎 役
- 乙女の性典 （1950年、大場秀夫監督） - 河合の友人
- 倖せは俺等のねがい （1957年、宇野重吉監督） - 小森[5]
- 警察日記 ブタ箱は満員 （1961年、若杉光夫監督） - 竹田をなぐる男[6]
- サムライの子 （1963年、若杉光夫監督） - 警官[7]
- 太陽が大好き （1966年、若杉光夫監督） - 管理人